# Familias de religiones
En el estudio comparado de las religiones y en la sociología de la religión, una familia de religiones es un tronco espiritual y cultural común del cual derivan determinadas religiones.

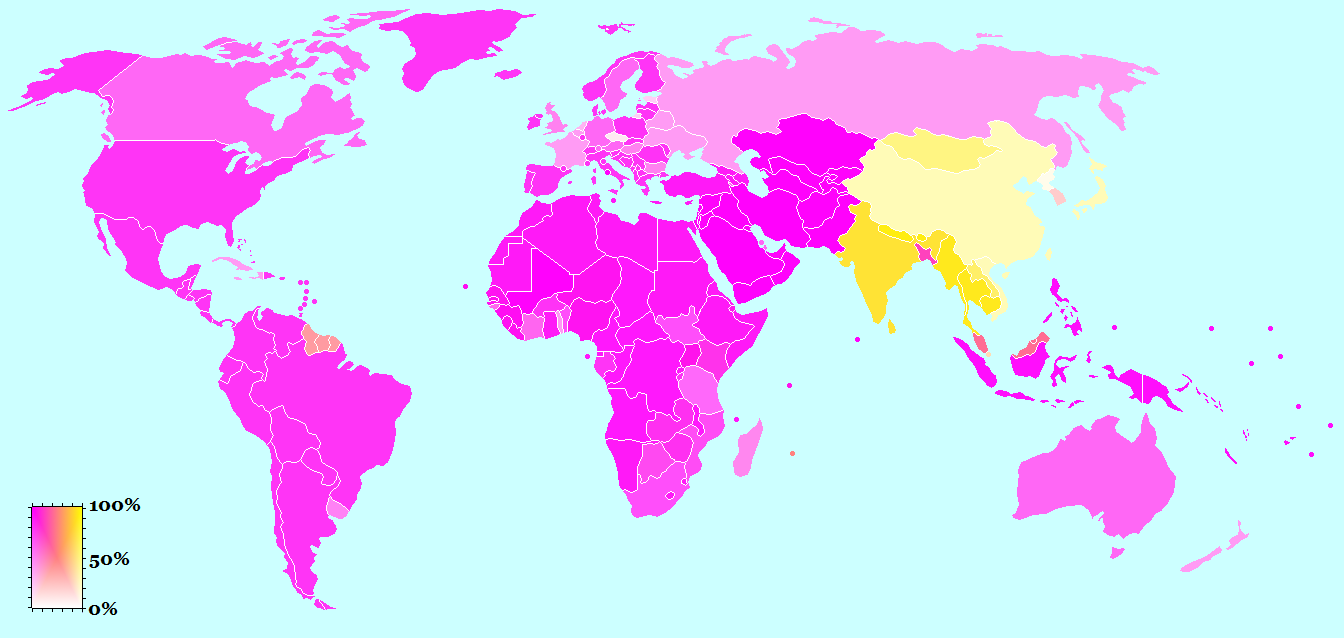
Distribución de los dos mayores grupos de religiones asiáticas en el mundo: las dhármicas" (amarillas) y las "abrahámicas" (rosas).

## Familia de religiones abrahámicas
A este grupo pertenecen las religiones que se originan a partir del patriarca hebreo Abraham, quien fundó el monoteísmo religioso (o, según algunos, más bien fundó el henoteísmo judío, es decir, que no estableció que hubiera un solo Dios, pero sí estableció un pacto con un único Dios y su pueblo). A esta familia de religiones pertenecen:
- El judaísmo
- El cristianismo
- El islam
- El sabeísmo
- El samaritanismo
- El druzismo
- El bahaísmo

Son características tradicionales de estas religiones el estricto monoteísmo, la adoración a un único y mismo Dios, la creencia en los Profetas, conceptos similares sobre la vida después de la muerte que por lo general incluyen la creencia en el Cielo y el Infierno (aunque no existe tal creencia en la doctrina judía). Aunque cada una tiene su propio canon religioso (Torá, Biblia, Corán), estos se encuentran relacionados y el Profeta de una religión es admitido por sus sucesoras, por ejemplo, el cristianismo reconoce a todos los profetas judíos previos de Jesús, el islam también y además reconoce a Jesús como Profeta, y la fe bahai reconoce a todos estos, y a Mahoma.
Palestina es la tierra santa por excelencia de las cuatro religiones arriba mencionadas. La Tierra Prometida del judaísmo, siendo Jerusalén su única ciudad santa (sede del antiguo Templo de Salomón, el lugar más santo de la Tierra para los judíos), es en Palestina (Belén) donde nace Jesús, y muere en Jerusalén. Es en Jerusalén donde Mahoma sube al Cielo, por lo que también es una de las tres ciudades santas del islam (junto a La Meca y Medina) y es en Haifa, Israel, donde es enterrado Bahá'u'lláh, el fundador del bahaísmo y es allí donde se sitúa su sede mundial.
Tanto el mandeísmo como el rastafarismo podrían considerarse como religiones abrahámicas ya que también derivan del tronco monoteísta de religiones descendientes de Abraham, pero por su escaso número y doctrina heterodoxa no suelen ser incluidas en la familia.

## Familia de religiones dhármicas
Otra de las dos grandes familias. A este grupo pertenecen las religiones que se originan del Sanātana Dharma, o vedismo. También llamadas índicas o védicas. A este grupo pertenecen:
- El hinduismo
- El budismo
- El jainismo
- El brahmanismo
- El sijismo
- El ayyavazhi
- El taoísmo

A diferencia de las abrahámicas que tienen una deidad en común, la concepción de las deidades de las religiones índicas varía radicalmente, y mientras el hinduismo para desde el henoteísmo y el panteísmo hasta un politeísmo enorme, el budismo y el jainismo son no teístas y el sijismo es estrictamente monoteísta e iconoclasta. Sin embargo tienen muchos aspectos en común además de que todas se originan en la India.
Las religiones dhármicas creen en la reencarnación y el karma, creen en el vegetarianismo, su sacerdocio tienen tendencia al estilo monacal o de gurú, y los conceptos espirituales suelen ser similares; contemplativos, meditativos, pacifistas, etc.
Si bien, el budismo es la religión dhármica más extendida fuera de India (es mayoritaria en una gran cantidad de países, y casi todas las naciones del Sudeste Asiático son mayormente budistas), las cuatro tienen una tierra santa común (como las abrahámicas), en este caso India, donde están ubicadas todas las ciudades santas del hinduismo, tres de las cuatro ciudades santas del budismo (Bodh Gaya, Sarnath y Kushinagar), las ciudades santas del jainismo y la ciudad santa del sijismo (Amritsar, en Panyab).

## Familia de las religiones iranias
Se refiere a las religiones que se originaron en el Irán, excluyendo al bahaísmo (aunque este admite a Zoroastro como uno de sus profetas) porque tiene más asociación con el abrahamismo. Las religiones iranias, muchas ya desaparecidas o casi desaparecidas, son las siguientes:
- El zoroastrismo
- El mitraísmo
- El maniqueísmo
- El yazidismo

Todas derivan de una religión persa muy antigua, cuyas remanentes sólo han sobrevivido como alusiones en los antiguos textos zoroastrianos. Se caracterizan por su radical dualismo dicotómico que divide al universo en el bien y el mal, en espíritu y materia, luz y oscuridad. Este dualismo propio de la cosmología zoroástrica de la lucha entre Ahura Mazda y Angra Mainyu, se reflejó en el culto a Mitra, en la radical dicotomía bipolar del maniqueísmo y sus herejías derivadas (catarismo, bogomilismo), y en menor medida en el yazidismo.

## Familia de religiones neopaganas
La más joven de las familias se refiere a los diferentes grupos religiosos que forman parte del reconstruccionismo pagano, generalmente asociado con el paganismo clásico europeo. Podrían dividirse, alfabéticamente, en los siguientes grupos:
- Céltico: neodruidismo, celtismo.
- Eslavo/báltico: romuva.
- Grecorromano: neohelenismo, camino romano a los dioses, streghería (‘brujería italiana’), etc.
- Nórdico: ásatrú, teodismo, etenismo, vanatrú.
- Otras: kemetismo ortodoxo, wicca, judeopaganismo, etc.

Las tradiciones neopaganas se basan en la reconstrucción de las antiguas creencias paganas de los pueblos politeístas en épocas precristianas.

## Familia de religiones tradicionales
También conocidas como religiones étnicas, se refiere a los cultos tradicionales, en su mayoría de transmisión oral, que generalmente son propias de diferentes pueblos autóctonos, indígenas, aborígenes, africanos, etc. Podrían clasificarse dentro de este rubro:
- El animismo
- El bön (religión tradicional del Tíbet )
- El chamanismo
- Las religiones afroamericanas
- La religión tradicional china
- El romuva (religión tradicional báltica)
- El shinto (religión tradicional japonesa)

Por lo general estas religiones se basan en cultos chamánicos, suelen ser politeístas, a veces totémicas. Son muy antiguas hasta remontarse a tiempos prehistóricos y suelen ser propias de un grupo étnico particular por lo que no suele tener conversiones.
Algunos clasifican en este rubro de religiones étnicas a religiones como el judaísmo, el hinduismo, el zoroastrismo, el yazidismo, el neopaganismo, etc., que suelen ser clasificadas dentro de otras familias, porque son religiones propias de una nación o pueblo particulares aunque admitan conversiones —ya que la admisión de conversión no necesariamente quita la factibilidad de que sea étnica—, en contraposición a las religiones universales, es decir, internacionales como el cristianismo, el islamismo y el budismo.

## Observaciones finales
De estas familias religiosas, las dos mayores por seguidores son las abrahámicas y las dhármicas al incluir cerca de un 90% de la población teísta mundial.

### Religiones del mundo
El siguiente es el listado de opciones religiosas por número de seguidores propuesta por el sitio Adherents.com Archivado el 29 de enero de 2010 en Wayback Machine.:
| 1  | Cristianismo               | 2.400.000.000 |  |
| 2  | Islam                      | 1.800.000.000 |  |
| 3  | Sin religión               | 1.200.000.000 |  |
| 4  | Hinduismo                  | 1.010.000.000 |  |
| 5  | Budismo                    | 776.000.000   |  |
| 6  | Religión tradicional china | 394.000.000   |  |
| 7  | Religiones indígenas       | 300.000.000   |  |
| 8  | Religiones afroamericanas  | 100.000.000   |  |
| 9  | Sijismo                    | 23.000.000    |  |
| 10 | Juche                      | 19.000.000    |  |
| 11 | Espiritismo                | 15.000.000    |  |
| 12 | Judaísmo                   | 14.000.000    |  |
| 13 | Bahaísmo                   | 7.000.000     |  |
| 14 | Jainismo                   | 4.000.000     |  |
| 15 | Shinto                     | 4.000.000     |  |
| 16 | Caodaísmo                  | 4.000.000     |  |
| 17 | Zoroastrismo               | 2.000.000     |  |
| 18 | Tenrikyō                   | 2.000.000     |  |
| 19 | Neopaganismo               | 1.000.000     |  |
| 20 | Unitarismo-universalismo   | 800.000       |  |
| 21 | Rastafarianismo            | 600.000       |  |
| 22 | Cienciología               | 500.000       |  |
| 23 | Theravada                  | 200.000       |  |